# Абдулмалек Мансур
Абдулмалек Мансур (Abdel-Malik Mansour ِِAl-Masabi) — єменський дипломат. 22 березня 2011 оголосив про підтримку повстанців під час Революції в Ємені (2011), окрім президента Алі Абдалла Салеха якого він хотів змінити на посаді представника Арабської ліги. 25 вересня, 2011 Мансур звинуватив Салеха у замаху на вбивство в його будинку в  Каїрі.

## Освіта
- Університет Тунісу Ель Манар (соціологія), (кандидат наук) 2007.
- Університет Сани (Філософія),(кандидат наук) 2000.
- Університет Сани (Право), (магістр) 1995.
- Університет Сани (Право), (бакалавр) 1977.[3]

## Праці
- FUTURE PROSPECTS OF THE HUMAN SOCIETY.
- EMIGRATION PHENOMENON: CASE OF YEMEN.
- ISLAM & INTERNATIONAL RELATIONS.
- THE HUMAN RIGHTS ORIGINS: ISLAMIC PERSPECTIVE.
- CONFLICT & DIALOGUE ISLAMIC PERSPECTIVE.
- ORIGINS OF ISLAMIC JURISPRUDENCE AND IJTIHAD: A CRITIQUE OF AL-SHOWKANI’S PERCEPTIONS.
- ISLAM & GLOBALIZATION.
- INSURRECTION: A STUDY INTO ARMED POLITICAL CONFLICT.[3]